# Arkona (lengyel együttes)
Az Arkona lengyel black/pagan metal együttes, amely 1993-ban alakult Syców-ban. A zenekar a legismertebb lengyel black metal együttesek közé tartozik.

## Története
Az együttes alapítói Thomasz „Khorzon“ Kubica és Pitzer gitárosok, illetve Messiah énekes. Sűrűek voltak a tagcserék a zenekarban, a jelenlegi felállás a következő: Khorzon - gitár, Dariusz „Drac“ Rauer - basszusgitár, Nechrist - gitár, Krysztof „Zaala“ Zalewski - ütős hangszerek. Khorzon és Drac egymást váltják, mint énekesek.
Hat nagylemezt adtak ki, amelyek többségét újból kiadták remastered verzióban. Az 1999-es, saját kiadásban megjelent Zeta Reticuli: A Tale About Hatred and Total Enslavement című lemezüket többször is kiadták: 2001-ben az Eclipse Productions jelentette meg, 2017-ben pedig a kínai Pest Productions. A 2016-os Lunaris című albumukat a francia Debemur Morti kiadó adta ki. Az 1997-es An Eternal Curse of the Pagan Godz című válogatáslemezüket (amely korábban demó formájában jelent meg) a
Folter Records adta ki.

## Diszkográfia
- 1994: Bogowie Zapomnienia (demó)
- 1994: An Eternal Curse of the Pagan Godz (demó)
- 1996: Imperium (album)
- 1997: An Eternal Curse of the Pagan Godz (válogatáslemez)
- 1999: Zeta Reticuli: A Tale About Hatred and Total Enslavement (album)
- 2002: Nokturnal Arkonian Hordes (album)
- 2003: Konstelacja Lodu (album)
- 2004: Zrodzony Z Ognia I Lodu – Mankind's Funeral (split lemez)
- 2005: Raw Years 1993–95 (válogatáslemez)
- 2005: Holokaust Zniewolonych Mas – Diabolus Perfectus – Raise the Blasphemer (split lemez)
- 2006: W Szponach Wojennej Bestii (split lemez)
- 2008: Wszechzlodowacenie (válogatáslemez)
- 2013: Jesienne Krakowskie Zgliszcza (split lemez)
- 2013: Chaos.Ice.Fire. (album)
- 2014: Arkona – Illness (split lemez)
- 2015: Two Decades – Live in Wrocław (koncertalbum)
- 2016: Lunaris (album)
- 2019: Age of Capricorn (album)